# Miho Iwata

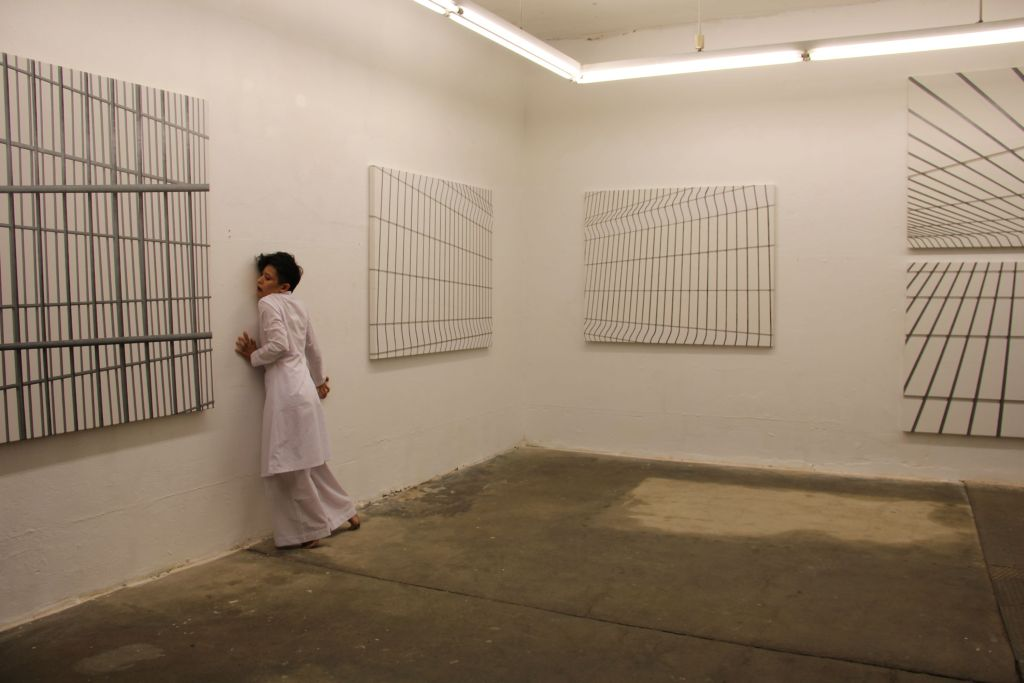
Miho Iwata – Meta Biel

Miho Iwata (ur. 1962 w Ichinomiya, Japonia) – artystka performer, choreograf i scenograf.
Od 1986 roku mieszka i tworzy w Krakowie. Ukończyła architekturę na Kyoto University, a także studiowała filologię polską na Uniwersytecie Jagiellońskim w Krakowie. Występuje na licznych performance'ach, koncertach i festiwalach w Polsce i za granicą. Współpracuje z polskimi kompozytorami i muzykami.